# Diadegma kyushuense
Diadegma kyushuense är en stekelart som beskrevs av Momoi, Kusigemati och Nakanishi 1968. Diadegma kyushuense ingår i släktet Diadegma och familjen brokparasitsteklar. Inga underarter finns listade i Catalogue of Life.